# Nobile Contrada Fiorenza
La Nobile Contrada Fiorenza è una delle dieci contrade della città di Fermo.

## Storia
È una delle sei contrade storiche della città, numerata anticamente con il numero romano III ancora visibile ad ogni numero civico degli edifici in centro storico.
Si sviluppò intorno all'anno mille tra due cerchie romane della città, la porta d'accesso alla contrada era dedicata a San Leone.
L'insediamento di famiglie quali Volpucci, Vinci, Adami, Raccamadoro ed Euffreducci trasformarono la contrada nel XIV secolo portandola a innalzare il suo livello di prevalenza popolare.
Proprio la famiglia Euffreducci, fece costruire il palazzo, oggi occupato dal Liceo classico Annibal Caro, e riconosciuto come tra i più belli del luogo.

## Confini
Est e Sud: Si parte dalla Porta S.Francesco per arrivare a quella che fu la chiesa di S.Martino fino alla chiesa del Sacramento. Dall'altra parte della strada, si arriva fino alla "Pubblica Pescaria" e alla casa dei Conti Sabbioni presso la strada delle botteghe.
Ovest: Dalla casa dei già citati signori sabbioni si arriva alla chiesa di S.Anna, si prosegue nel circondario delle mura castellane e termina a porta San Francesco.
Nord: Da Sant'Anna a san Francesco percorrendo le mura castellane.

## Albo d'Oro
- Palii dell'Assunta: 4 (2005, 2011, 2016, 2018)
- Contesa del pallino: 4 (1985, 1987, 1997, 2005)
- Tiro al Canapo: 8 (1992, 2008, 2010, 2011, 2012, 2019, 2022, 2023)
- Tiro per l'Astore: 3 (2001, 2008, 2009)
- Gallo d'oro: 4 (2011, 2015, 2017, 2021)
- Palio dei Bambini: 1 (2015)

## Chiese di Contrada
San Francesco

Sant'Antonio da Padova

Cristo Amore Misericordioso